# Direttore generale
Il direttore generale (in sigla DG) è un titolo attribuito in molte organizzazioni aziendali, pubbliche e private, ad un dirigente d’azienda, di solito un dirigente. Riveste autorità e responsabilità estese all'intera organizzazione, ed è quindi appartenente al cosiddetto senior management.
Il titlolo viene anche utilizzato nella pubblica amministrazione italiana per designare alcune cariche all'interno di vari enti pubblici.

## Descrizione
In certi casi il manager così designato risponde a sua volta ad una figura superiore (presidente, amministratore delegato ecc.).
In certe organizzazioni il titolo di direttore generale viene attribuito al manager preposto ad un'ampia unità organizzativa, detta direzione generale. In particolare, in vari ordinamenti (Italia, Francia, Spagna, Paesi Bassi ecc.) le direzioni generali sono articolazioni organizzative dei dicasteri.

## Nel mondo
In diversi Stati del mondo, nelle società per azioni e nelle altre società organizzate in modo analogo il titolo di direttore generale è attribuito ad una figura di vertice, il cosiddetto capo azienda, corrispondente all'amministratore delegato italiano o al chief executive officer (CEO) anglosassone. È così nei paesi di lingua spagnola (director general) e di gran parte dell'Europa centro-orientale (Russia, Polonia, Repubblica Ceca, Slovenia ecc.).

### Francia
Il titolo (directeur général) è usato anche in Francia e altri Paesi francofoni, spesso nella forma président-directeur général (PDG) in quanto la stessa persona ricopre altresì il ruolo di presidente del consiglio di amministrazione. In Francia, prima della legge nº 2001-420 del 15 maggio 2001, i due ruoli dovevano essere necessariamente uniti, mentre ora possono essere separati. Tale legge ha anche introdotto la figura del directeur général délégué ("direttore generale delegato") paragonabile al chief operating officer delle società statunitensi.

### Italia
Il direttore generale, quando questa figura esiste in organico, è il capo dei direttori e/o manager, responsabili delle direzioni o funzioni. Pertanto, è un ruolo operativo seppur di alto livello. Normalmente, il DG è un dirigente ma potrebbe essere anche un quadro con funzioni direttive, oppure un libero professionista con un contratto ad hoc, secondo quanto eventualmente previsto dalla legislazione in materia. Nelle imprese italiane il direttore generale non è, di solito, il capo azienda ma è una figura con responsabilità di coordinamento e ottimizzazione di tutte le attività operative e progettuali dell'azienda, con l'obiettivo di renderle più efficaci e funzionali agli obiettivi aziendali. In una società per azioni, il direttore generale dipende direttamente dall'amministratore delegato. Con riferimento alle società per azioni, il codice civile italiano, pur senza contenere alcuna definizione della figura, stabilisce all'art. 2396 che "Le disposizioni che regolano la responsabilità degli amministratori si applicano anche ai direttori generali nominati dall'assemblea o per disposizione dello statuto, in relazione ai compiti loro affidati, salve le azioni esercitabili in base al rapporto di lavoro con la società". Nel campo dell'editoria, al posto del titolo di direttore generale vi è quello di direttore editoriale.
Nella pubblica amministrazione italiana il titolo viene utilizzato per designare vari organi dello Stato o di altri enti pubblici.
- Ministeri

Nei ministeri il direttore generale è il dirigente preposto ad una direzione generale; questa è la ripartizione organizzativa di primo livello in alcuni ministeri e di secondo livello in altri, nei quali la ripartizione di primo livello è il dipartimento.
Le direzioni generali e gli uffici ad esse equiparati (collettivamente designati dal legislatore come uffici dirigenziali generali) si suddividono a loro volta in uffici dirigenziali, diretti da un dirigente e solitamente denominati divisioni.
Gli incarichi di direttore generale o di titolare di uffici equiparati sono conferiti, ai sensi dell'art. 19, comma 4, del d.lgs. 30 marzo 2001, n. 165, con decreto del Presidente del Consiglio dei ministri, su proposta del Ministro competente, a dirigenti della prima fascia oppure, in misura non superiore al 70% della relativa dotazione, ad altri dirigenti dello Stato o - con contratto a tempo determinato, di durata non superiore a tre anni - a persone, anche esterne all'amministrazione, che possiedono le qualità professionali indicate nel comma 6 dello stesso articolo (esperienza almeno quinquennale in funzioni dirigenziali in enti ed aziende, anche private; particolare specializzazione professionale, culturale e scientifica desumibile dalla formazione universitaria e postuniversitaria, da pubblicazioni scientifiche e da concrete esperienze di lavoro maturate per almeno un quinquennio in posizioni funzionali previste per l'accesso alla dirigenza; provenienza dai settori della ricerca, della docenza universitaria, delle magistrature e dei ruoli degli avvocati e procuratori dello Stato). Tali incarichi hanno durata non inferiore a tre anni e non superiore a cinque (art. 19, comma 2, d.lgs. 165/2001).
- Aziende sanitarie locali

Il direttore generale è l'organo posto al vertice di un'azienda sanitaria locale o di un'azienda ospedaliera. Secondo l'art. 3 del d.lgs. 30 dicembre 1992, n. 502 gli sono riservati tutti i poteri di gestione, nonché la rappresentanza dell'azienda; adotta l'atto aziendale, che disciplina l'organizzazione e il funzionamento dell'ente; è responsabile della gestione complessiva e nomina i responsabili delle strutture operative dell'azienda. È coadiuvato dal direttore amministrativo e dal direttore sanitario, da lui nominati, che oltre ad assumere diretta responsabilità delle funzioni loro attribuite, concorrono, con proposte e pareri, alla formazione delle sue decisioni (è tenuto a motivare i provvedimenti assunti in difformità dal parere reso dal direttore sanitario, dal direttore amministrativo o dal consiglio dei sanitari).
Secondo l'art. 3 bis del d.lgs. 502/1992 il direttore generale è nominato dalla giunta regionale tra coloro che possiedono un diploma di laurea ed esperienza almeno quinquennale di direzione tecnica o amministrativa in enti, aziende, strutture pubbliche o private, in posizione dirigenziale. Entro diciotto mesi dalla nomina deve produrre il certificato di frequenza di un apposito corso di formazione in materia di sanità pubblica e di organizzazione e gestione sanitaria.
Il suo rapporto di lavoro, così come quello del direttore amministrativo e del direttore sanitario, è esclusivo ed è regolato da contratto di diritto privato, di durata non inferiore a tre e non superiore a cinque anni, rinnovabile. Quando ricorrano gravi motivi o la gestione presenti una situazione di grave disavanzo o in caso di violazione di leggi o del principio di buon andamento e di imparzialità dell'amministrazione, la regione, tenuta alla risoluzione del contratto, dichiara la decadenza del direttore generale e provvede alla sua sostituzione.
In caso di vacanza dell'ufficio o nei casi di assenza o di impedimento del direttore generale, le relative funzioni sono svolte dal direttore amministrativo o dal direttore sanitario su delega del direttore generale o, in mancanza di delega, dal direttore più anziano per età.
- Comuni e province

La figura è prevista dall'art. 108 del d.lgs. 18 agosto 2000, n. 267 come un organo facoltativo dei comuni con popolazione superiore ai 100.000 abitanti. Può essere nominato dal sindaco o dal presidente della provincia, previa deliberazione della giunta, al di fuori della dotazione organica e con contratto a tempo determinato. Provvede ad attuare gli indirizzi e gli obiettivi stabiliti dagli organi di governo dell'ente, secondo le direttive impartite dal sindaco o dal presidente della provincia, e sovrintende alla gestione dell'ente, perseguendo livelli ottimali di efficacia ed efficienza.
- Università

Nelle università in Italia la figura del direttore generale è stata introdotta dalla legge 30 dicembre 2010, n. 240, in sostituzione del direttore amministrativo. È disciplinata dagli statuti dei singoli atenei, nell'ambito dei principi stabiliti dall'art. 2 di tale legge.
Il direttore generale deve essere scelto tra personalità di elevata qualificazione professionale e comprovata esperienza pluriennale con funzioni dirigenziali. L'incarico è conferito dal consiglio di amministrazione, su proposta del rettore, sentito il parere del senato accademico, ed è regolato con contratto di lavoro a tempo determinato di diritto privato, di durata non superiore a quattro anni rinnovabile.
Spettano al direttore generale, sulla base degli indirizzi forniti dal consiglio di amministrazione, la complessiva gestione e organizzazione dei servizi, delle risorse strumentali e del personale tecnico-amministrativo dell'ateneo, nonché i compiti attribuiti ai dirigenti generali delle amministrazioni statali, in quanto compatibili. Il direttore generale partecipa, senza
diritto di voto, alle sedute del consiglio di amministrazione.